# Cuernos de Negros
Cuernos de Negros (alternativamente conocida como Magaso o Monte Talinis) es un complejo volcánico en la provincia filipina de Negros Oriental. A unos 1.903 metros (6.243 pies)  sobre el nivel del mar, es la segunda montaña más alta en la isla de Negros después del monte Kanla-on. El volcán está situado a 9 km (5,6 millas) al suroeste del municipio de Valencia, y a 20 kilómetros (12 millas) desde la ciudad de Dumaguete, la capital de la provincia.
Cuernos de Negros está clasificado por el Instituto Filipino de Vulcanología y Sismología como un volcán potencialmente activo que forma parte del Cinturón Volcánico de Negros.